# Original Celtics
Gli Original Celtics furono una squadra di pallacanestro di New York negli Stati Uniti, attiva a cavallo degli anni dieci e venti del XX secolo. 
Insieme con il cosiddetto First Team, fu la prima squadra ad essere stata inserita nel Naismith Memorial Basketball Hall of Fame nel 1959.
I colori della squadra erano il giallo ed il verde, con il simbolo del trifoglio sulle maglie. Nonostante il medesimo nome, non vi è alcuna relazione tra gli Original Celtics ed i Boston Celtics.
Nel corso degli anni dieci e venti, gli Original Celtics assunsero differenti denominazioni: furono noti infatti anche come Brooklyn Celtics, New York Celtics, Troy Haymakers

## Storia

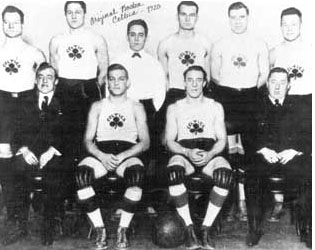
Gli Original Celtics nel 1920. Da sin: John Whitty, Dehnert, l'arbitro Joe Trippe, Pete Barry, Mike Smolick; seduti: James Furey, Ernie Reich, Beckman e il manager Tom Furey

Le radici storiche degli Original Celtics affondano negli anni precedenti la prima guerra mondiale, all'epoca in cui esisteva la squadra dei New York Celtics, nata nel 1914. Attorno a quel gruppo di giocatori si formò nel 1918 il gruppo degli Original Celtics.
Era l'epoca in cui la pallacanestro iniziava a diffondersi nelle strade e nei college statunitensi, e fiorivano campionati e leghe amatoriali. Gli Original Celtics furono la prima vera squadra professionistica di pallacanestro: fu infatti il manager e promoter James Furey a mettere sotto contratto diversi giocatori, ai quali pagava l'alloggio e garantiva l'uso di una palestra per l'allenamento a Manhattan. Era la prima volta in cui dei cestisti venivano messi sotto contratto esclusivo da una squadra.
Tutti i giocatori dei Celtics erano di colore bianco, a differenza dei New York Rens, i cui componenti erano esclusivamente afroamericani.
La squadra giocava in varie leghe professionistiche come l'American Basketball League, ma veniva spesso pagata per disputare partite di esibizione; nelle locandine i Celtics venivano presentati come "Campioni del Mondo". I risultati erano effettivamente strabilianti: furono infatti i primi a capire l'importanza del gioco di squadra, della tattica, e dei fondamentali individuali. La squadra mise in pratica le lezioni di Johnny White, che predicava l'importanza del gioco senza palla, dei raddoppi, dei blocchi, degli aiuti difensivi; Dutch Dehnert fu invece colui che inventò il ruolo di pivot. 
La popolarità della squadra crebbe in maniera esponenziale. I giocatori furono addirittura accolti alla Casa Bianca da Calvin Coolidge nel 1925. Furono invitati: Nat Holman, Chris Leonard, Johnny White, Pete Barry, John Beckman, Joe Lapchick, Dutch Dehnert, Elmer Ripley. 
La squadra continuava a vincere quasi ogni partita, e proprio questa manifesta superiorità portò l'American Basketball League ad una decisione inattesa. Il presidente dell'ABL George Preston Marshall costrinse infatti gli Original Celtics a cedere i propri giocatori alle altre società. Ormai ridimensionati, gli Original Celtics fallirono definitivamente nel 1929. Successivamente altre squadre si formarono, cercando di raccogliere l'eredità degli Original Celtics, senza tuttavia riuscire a conquistare i successi dei giallo-verdi newyorkesi.